# Remonstrantse kerk (Groningen)

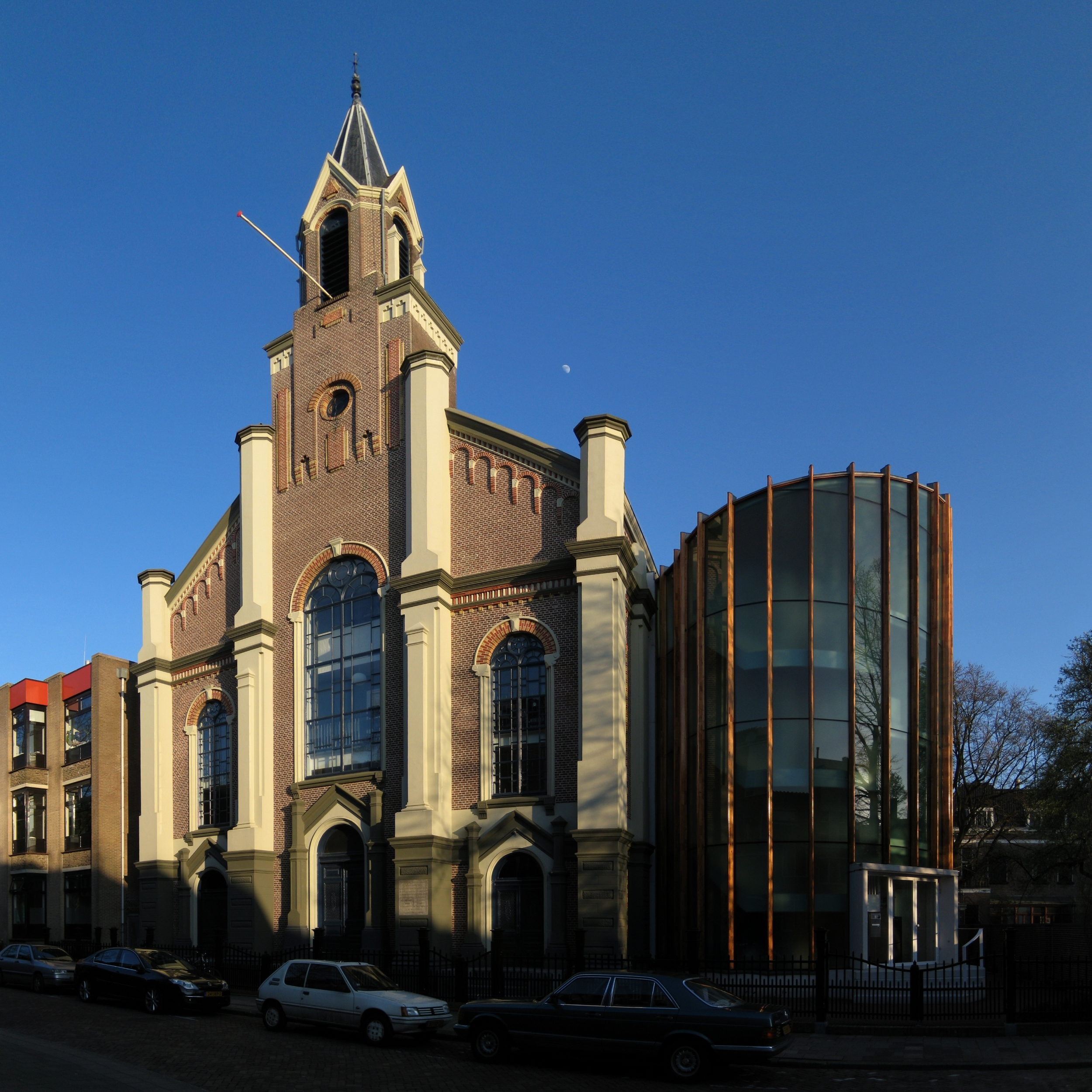
De Remonstrantse kerk in 2010

De Remonstrantse kerk is een kerk in de zuidelijke binnenstad van Groningen, die is aangewezen als gemeentelijk monument.

## Beschrijving
De kerk, die aan de Coehoornsingel staat, werd ontworpen door de Groninger architect H. Raammaker (1828-1902) en is gebouwd in 1882-'83. In 1906 werd bij de kerk een kosterswoning van de hand van G. Nijhuis (1860-1940) gebouwd, die eveneens de status van gemeentelijk monument heeft. De kerk is in 2005 onder leiding van de Japanse architect Moriko Kira verbouwd en uitgebreid met een nieuw gedeelte. Het gebouw wordt niet alleen gebruikt voor diensten van de Remonstrantse gemeente in Groningen, maar dient ook als kantoor voor de Stichting Oude Groninger Kerken. De kerk bezit een orgel met twee klavieren en pedaal, dat in de jaren 1883-1885 door de Groningse orgelbouwers Cees en Anton van Oeckelen werd gebouwd. Sinds de laatste kerkrestauratie is het orgelfront verdwenen en is het orgel onzichtbaar opgesteld.

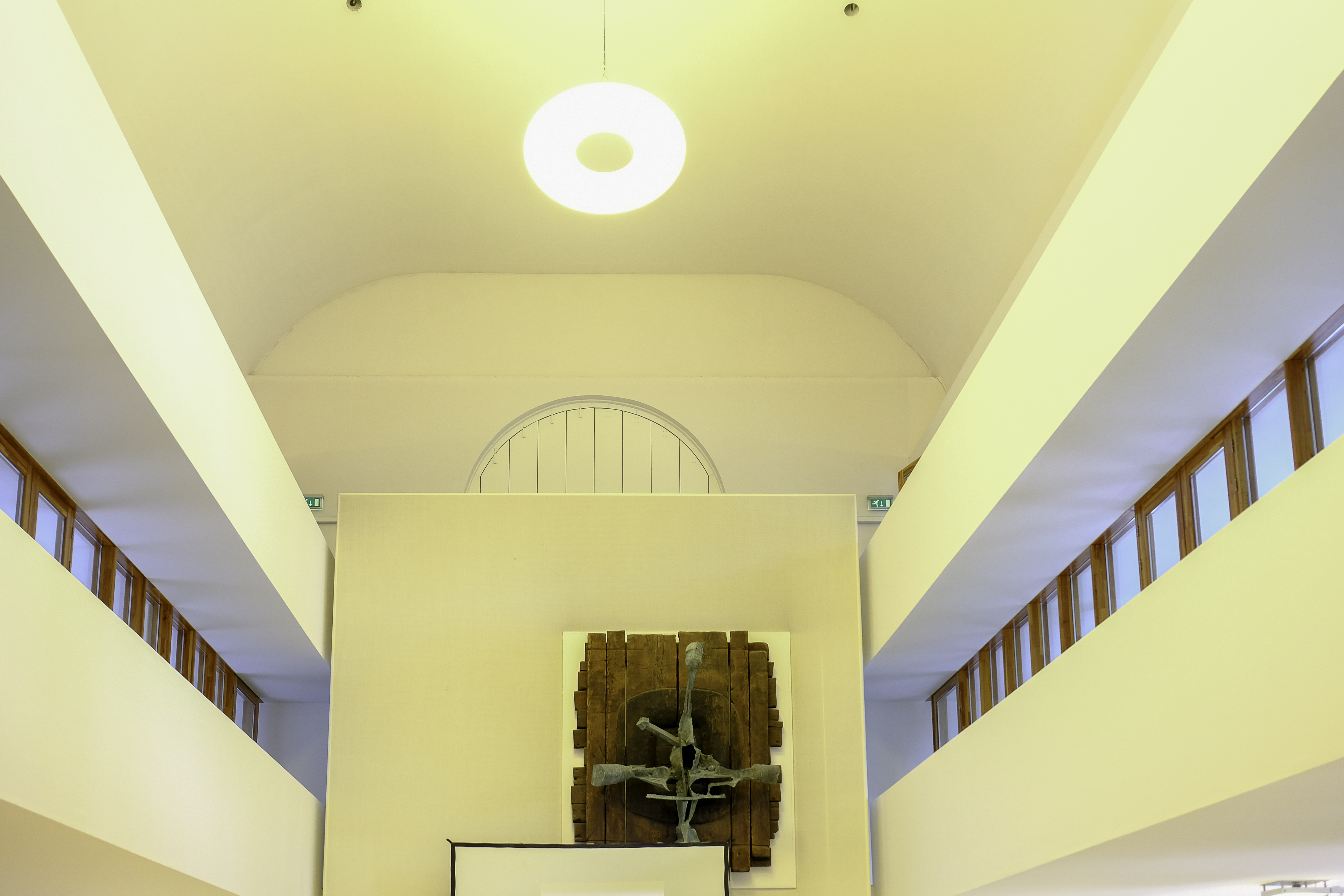
Interieur met de kantoren van Oude Groninger Kerken op de galerijen en op de achtergrond het in 1967 dichtegemaakte orgelfront met een kunstwerk van Edu Waskowsky.